# 天棓增八
武仙座77，又名BD+48 2517，HD 158414、SAO 46723、HR 6509，是武仙座的一颗恒星，视星等为5.85，位于銀經74.7，銀緯33.66，其B1900.0坐标为赤經17h 24m 5.1s，赤緯+48° 33.66′ 38″。